# Bob Hoover
Robert Anderson Hoover (24 de enero de 1922-25 de octubre de 2016) fue un piloto de combate, piloto de pruebas, instructor de vuelo y aviador de espectáculos aéreos estadounidense que estableció varios récords.
Hoover voló Spitfires en las Fuerzas Aéreas del Ejército de los Estados Unidos durante la Segunda Guerra Mundial, siendo derribado en 1944 frente a la costa de Francia. Estuvo prisionero durante más de un año en un campo de prisioneros de guerra alemán antes de escapar y volar a territorio amigo en una aeronave enemiga robada. Luego trabajó como piloto de pruebas para la Fuerza Aérea de los Estados Unidos y como piloto civil después de la guerra, volando como piloto de seguimiento en el histórico vuelo supersónico de Chuck Yeager con el Bell X-1 en 1947, y como instructor de vuelo para North American Aviation durante la guerra de Corea.
Es conocido principalmente como piloto de exhibiciones aéreas, en las que voló durante casi 50 años hasta su retirada en el 2000. Conocido como el "piloto de los pilotos", Hoover revolucionó la acrobacia aérea moderna y ha sido calificado en muchos círculos de aviación como uno de los mejores pilotos de todos los tiempos. Recibió la Cruz de Vuelo Distinguido y el Trofeo Memorial Hermanos Wright, siendo incluido en el Salón de la Fama de la Aviación Nacional en 1988 y en el Paseo de la Fama Aeroespacial en 1992, junto con varios otros premios y reconocimientos militares y civiles. En 2013, la revista Flying lo clasificó en el puesto 10 en su lista de los 51 Héroes de la Aviación.

## Carrera de aviación

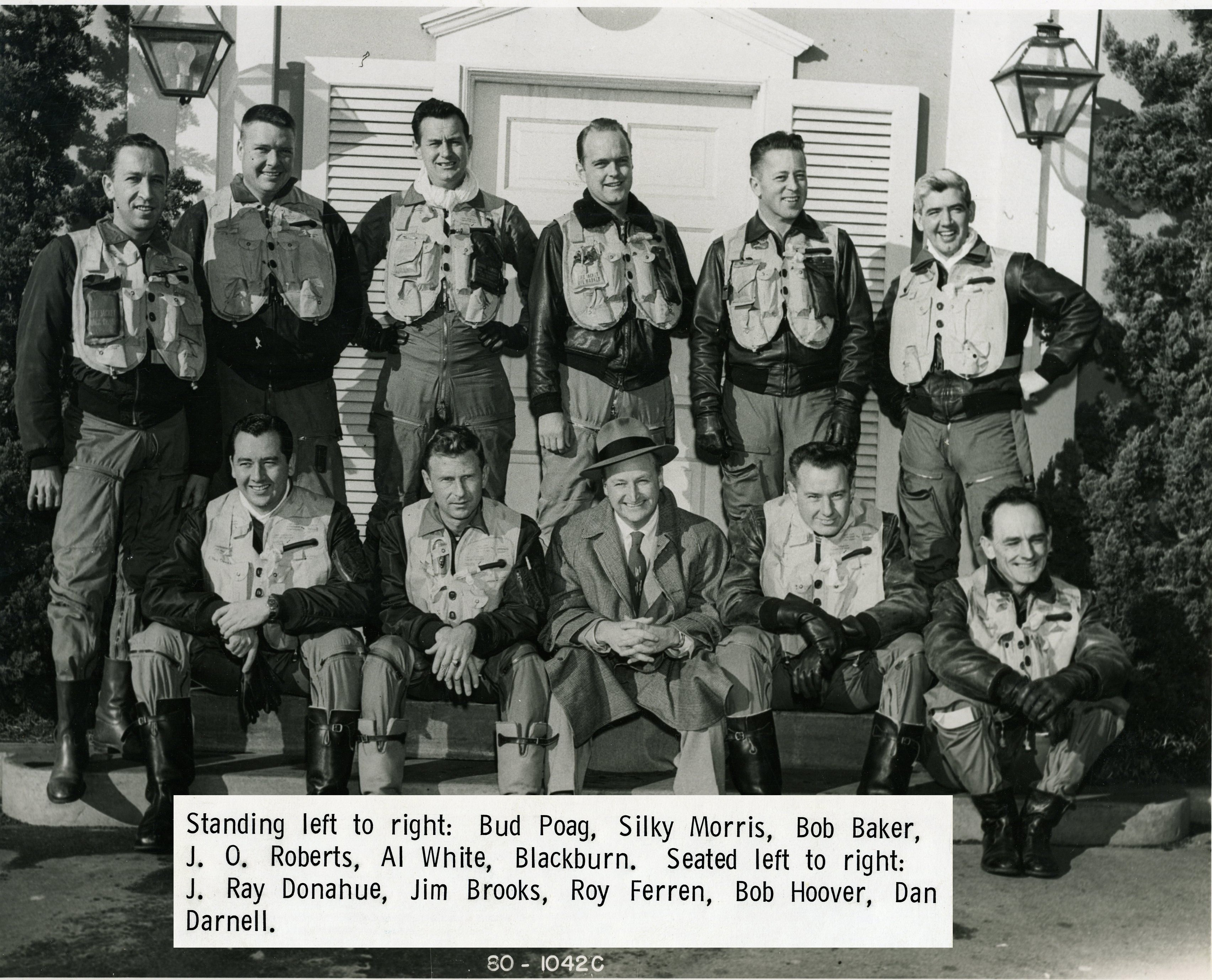
Bob Hoover fotografiado con pilotos de prueba de North American Aviation, en la fila inferior, segundo desde la derecha, c. 1957.

Hoover aprendió a volar en Berry Field en Nashville, Tennessee, mientras trabajaba en una tienda de comestibles local para pagar su entrenamiento de vuelo. Se alistó en la Guardia Nacional de Tennessee y siendo enviado a entrenarse como piloto del Ejército de los Estados Unidos. Destinado al escuadrón de caza 98, donde realizó su entrenamiento avanzado pilotando el Curtiss P-40K. Durante este entrenamiento fue abatido accidentalmente por un compañero sobre Mullet Bay, Florida, el 9 de noviembre de 1940.
Durante la Segunda Guerra Mundial, Hoover fue enviado a Casablanca, donde su primer cometido importante fue probar los aviones recién construidos y listos para el servicio. Más tarde fue asignado al 52.º Grupo de Cazas equipado con el Supermarine Spitfire en Sicilia. El 9 de febrero de 1944, en su misión número 59, su Spitfire Mark V, que presentaba fallos, fue derribado por Siegfried Lemke, un piloto del Jagdgeschwader 2 en un Focke-Wulf Fw 190 en la costa del sur de Francia, y fue hecho prisionero. Pasó 16 meses en Stalag Luft 1, un campo de prisioneros de guerra alemán en Barth, Alemania.
Una noche, debido a las condiciones en el campo, hubo un motín y una pelea que involucró a varios miles de prisioneros, y Hoover aprovechó esta oportunidad para trepar la valla y escapar, a pesar de que Dwight Eisenhower había dado la orden de que los prisioneros no debían intentar escapar debido al rápido avance de los Aliados. En compañía de otros dos prisioneros aliados se dirigió por un camino de tierra hasta una granja alemana donde una mujer les preparó algo de comida. Al irse, Hoover dejó una nota para que la mujer la entregara al ejército estadounidense en las semanas siguientes, indicando que ella los había ayudado y que la trataran bien. La mujer también les proporcionó una pistola con varios cargadores adicionales.
Posteriormente, los hombres consiguieron hacerse con bicicletas y recorrieron varios kilómetros antes de encontrar un aeródromo que aparentemente se hallaba abandonado. Hoover, siendo piloto, comenzó a inspeccionar los aviones, pero todos parecían dañados e incapaces de volar. Finalmente encontró un avión de reconocimiento Focke-Wulf Fw 190 dañado pero capaz de volar y con el tanque de combustible lleno. Un mecánico alemán los sorprendió y les ordenó que se detuvieran, pero inmediatamente se encontró con un arma apuntándole mientras Hoover le ordenaba que arrancara el motor del avión. Con el motor en marcha, Hoover llegó a un acuerdo: dado que la aeronave sólo tenía espacio para un ocupante, sus dos compañeros de huida mantendrían al mecánico alemán a raya con el arma mientras él huia con el avión. Ni siquiera rodó hacia la pista, simplemente aceleró y despegó cruzando un campo.
Hoover no tenía paracaídas y estaba en un avión enemigo volando hacia las líneas aliadas, sabiendo que sería un blanco fácil para un piloto de combate estadounidense o británico. Ni siquiera tenía un medio para saber si había llegado a territorio aliado; simplemente sabía que debía buscar los molinos de viento de Holanda y aterrizar cuando los viera. Después de volar por toda Holanda hasta el Zuiderzee, finalmente vio molinos de viento y aterrizó en un campo, momento en el que fue rodeado por granjeros holandeses enojados armados con horquillas que pensaban que habían capturado a un alemán. Finalmente, un camión de suministros británico pasó por el lugar y Hoover pudo explicar quién era.
Después de la guerra, fue destinado a tareas de prueba de vuelo en el Wilbur Wright Field cerca de Dayton, Ohio. Allí impresionó y se hizo amigo de Chuck Yeager. Cuando posteriormente se le preguntó a Yeager a quién quería para su tripulación de vuelo para el vuelo supersónico Bell X-1, el primer vuelo en romper la barrera del sonido, nombró a Hoover. Hoover se convirtió en el piloto suplente de Yeager en el programa Bell X-1 y voló como apoyo para Yeager en un Lockheed P-80 Shooting Star durante el vuelo a Mach 1. También voló de apoyo para el 50.º aniversario del vuelo a Mach 1 en un General Dynamics F-16 Fighting Falcon.
Hoover dejó la fuerza aérea para trabajar en empleos civiles en 1948. Después de un breve período en la Allison Engine Company, trabajó como piloto de pruebas y demostración con North American Aviation, en cuyo nombre fue a Corea para enseñar a los pilotos procedimientos de combate durante la guerra de Corea tales como realizar bombardeos en picado con el North American F-86 Sabre. Durante sus seis semanas en Corea, Hoover voló varias misiones de bombardeo sobre territorio enemigo, pero se le negó el permiso para participar en vuelos de combate aire-aire.
Durante la década de 1950, Hoover visitó muchas unidades en servicio activo, de reserva y de la Guardia Nacional Aérea para demostrar las capacidades de varios aviones a sus pilotos. Hoover realizó pruebas de vuelo en el North American FJ-2 Fury, F-86 Sabre y el North American F-100 Super Sabre.

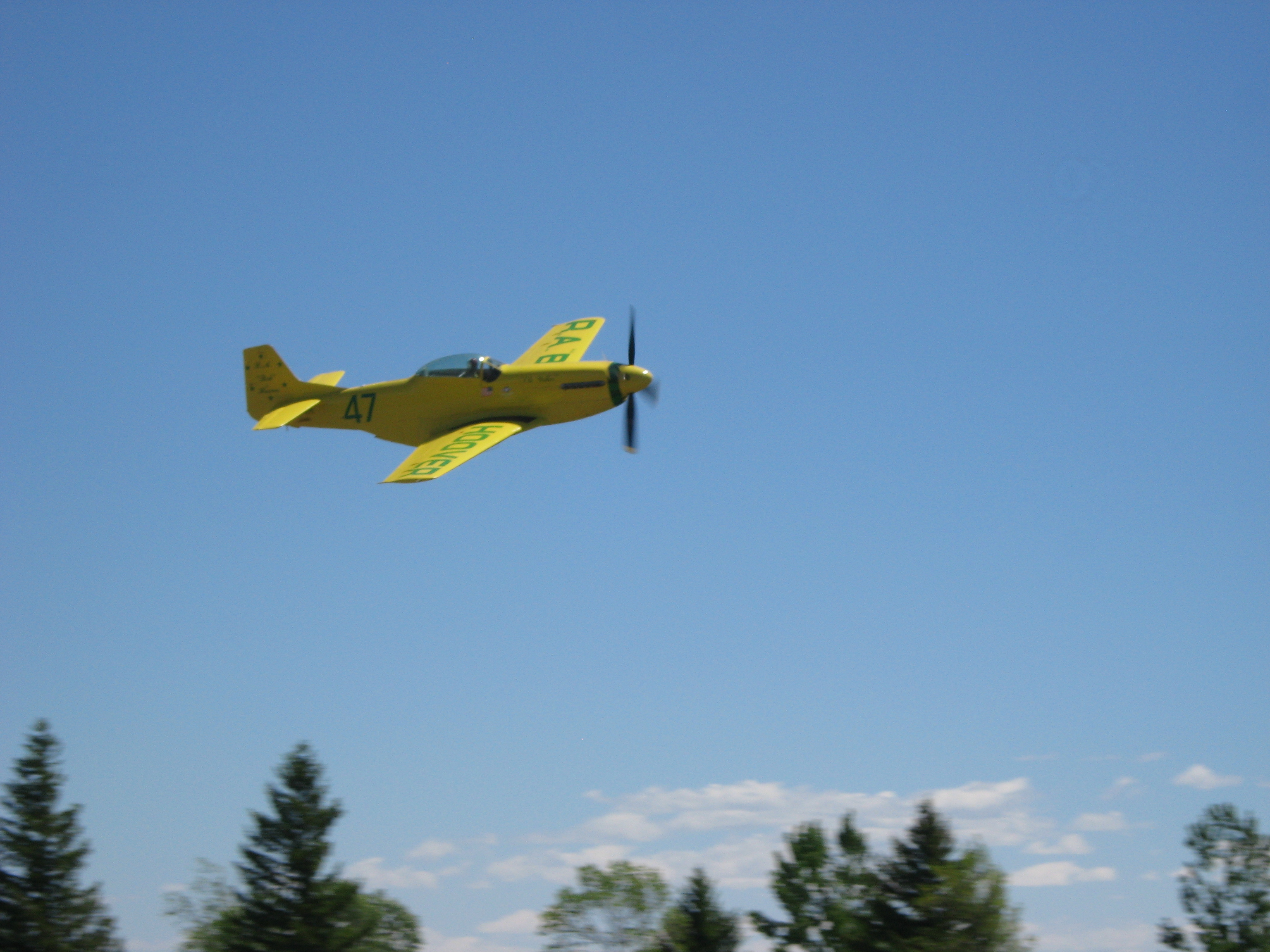
"Ole Yeller," volado por John Bagley en una exhibición aérea en Rexburg, Idaho.

A principios de la década de 1960, Hoover comenzó a volar un North American P-51 Mustang en exhibiciones aéreas por todo el país. El Mustang de Hoover (matrícula N2251D) fue comprado por North American Aviation a Cavalier Aircraft Corp. de Dave Lindsay en 1962. Un segundo Mustang (N51RH), más tarde llamado "Ole Yeller", fue comprado por North American Rockwell a Cavalier en 1971 para reemplazar el avión anterior, que fue destruido en un accidente en tierra cuando una botella de oxígeno explotó al ser llenada por encima de su capacidad. Hoover hizo vuelos de demostración con el Mustang y más tarde un Aero Commander en cientos de exhibiciones aéreas hasta su jubilación en la década de 1990. En 1997, Hoover vendió "Ole Yeller" a su buen amigo John Bagley de Rexburg, Idaho. "Ole Yeller" aún vuela con frecuencia y tiene su base en el Legacy Flight Museum en Rexburg.
Hoover estableció récords transcontinentales, de tiempo de ascenso y de velocidad, y conoció personalmente a grandes aviadores como Orville Wright, Eddie Rickenbacker, Charles Lindbergh, Jimmy Doolittle, Chuck Yeager, Jacqueline Cochran, Neil Armstrong y Yuri Gagarin.
En 1969, Hoover fue presidente de la Sociedad de Pilotos de Pruebas Experimentales (SETP), y había sido amigo personal de Charles Lindbergh desde principios de la década de 1950, cuando el reservado Lindbergh usaba el seudónimo "Sr. Schwartz". Hoover convenció a Lindbergh para que asistiera como su invitado al simposio y banquete anual de la SETP en el Beverley Hilton. En el acto principal se les unió Neil Armstrong, quien acababa de terminar la cuarentena tras la misión Apolo 11. Hoover presentó tanto a Lindbergh como a Armstrong, para sorpresa de la prensa y otros asistentes, y se publicaron muchas fotos de la esposa de Hoover, Colleen, flanqueada por ambos 'héroes' de la aviación. La historia del suceso fue narrada posteriormente por Hoover en el documental de 2014 "Flying the Feathered Edge: The Bob Hoover Project".

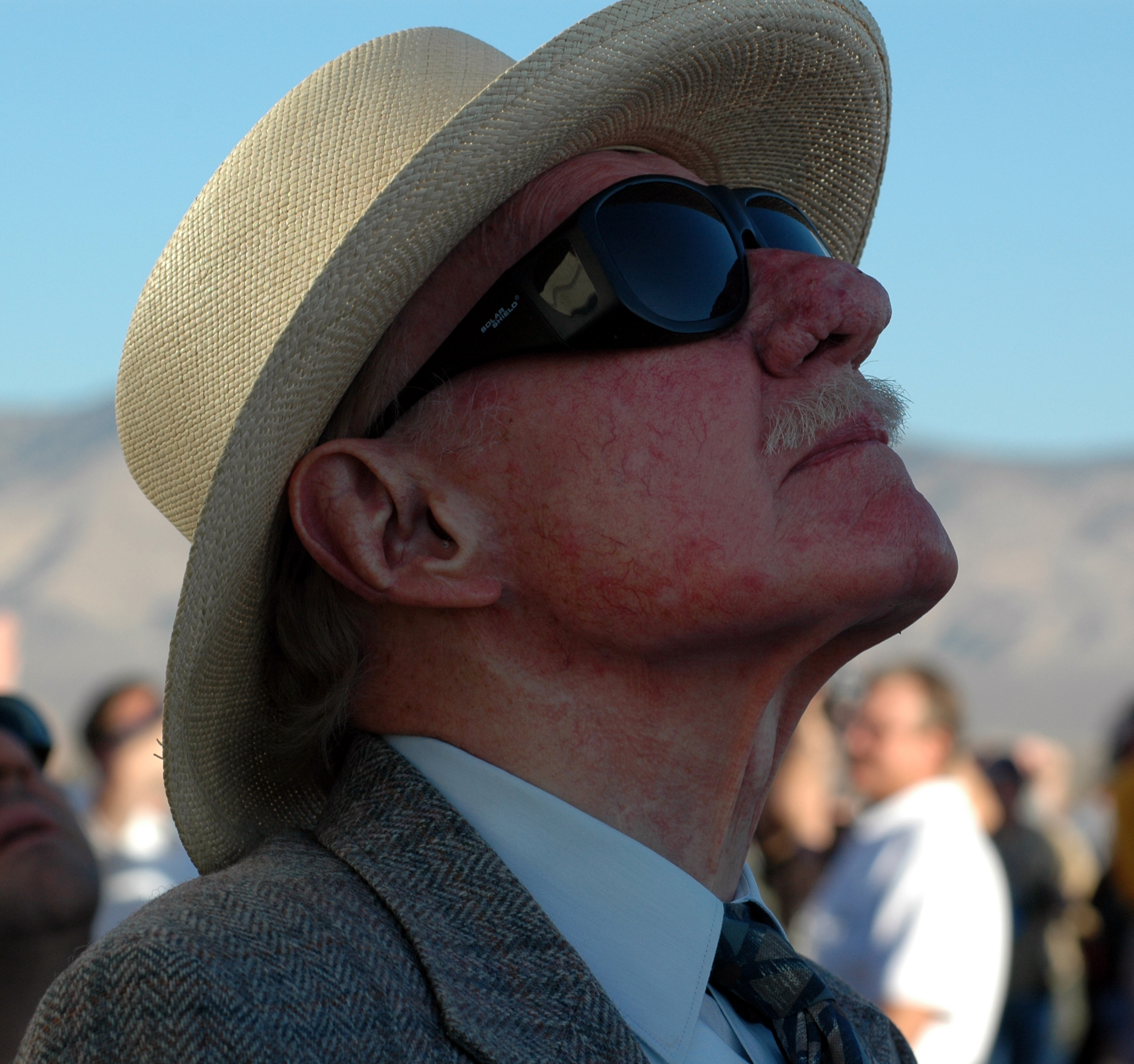
Hoover en el último lanzamiento de SpaceShipOne en 2004.

Hoover era más conocido por su carrera en exhibiciones aéreas civiles, que comenzó cuando fue contratado para mostrar las capacidades del Shrike Commander de Aero Commander, un bimotor de pistón de negocios que tenía una reputación de poco ágil debido a su rechoncho fuselaje. Hoover mostraba la resistencia de la aeronave al realizar virajes, loopings y otras maniobras, que la mayoría de la gente no asociaría con aeronaves ejecutivas. Como gran final, apagaba ambos motores y ejecutaba un looping y un roll lento de ocho puntos mientras regresaba a la pista. Al aterrizar, tocaba la pista primero con un neumático seguido gradualmente por el otro. Tras abandonar la pista, arrancaba de nuevo los motores para rodar de regreso al área de estacionamiento. En campos de aviación con rampas de estacionamiento lo suficientemente grandes, como el aeropuerto de Reno Stead, donde se llevan a cabo las Carreras Aéreas de Reno, a veces Hoover aterrizaba directamente en la rampa y rodaba hasta su lugar de estacionamiento frente a la tribuna sin arrancar los motores.
También era conocido por crear la acrobacia que consiste en verter con éxito una taza de té mientras se realiza un tonel a 1G.

## Fin de carrera

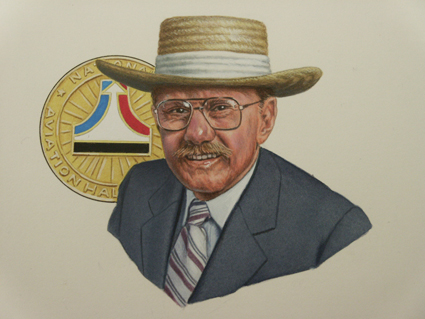
El grabado litográfico "Gathering of Eagles" de Hoover de 2005.

Su carrera de acrobacias en exhibiciones aéreas terminó en 1999, marcada por problemas con la Administración Federal de Aviación (FAA, por sus siglas en inglés) sobre su reconocimiento médico que comenzó cuando el certificado médico de Hoover fue revocado por la FAA a principios de la década de 1990.

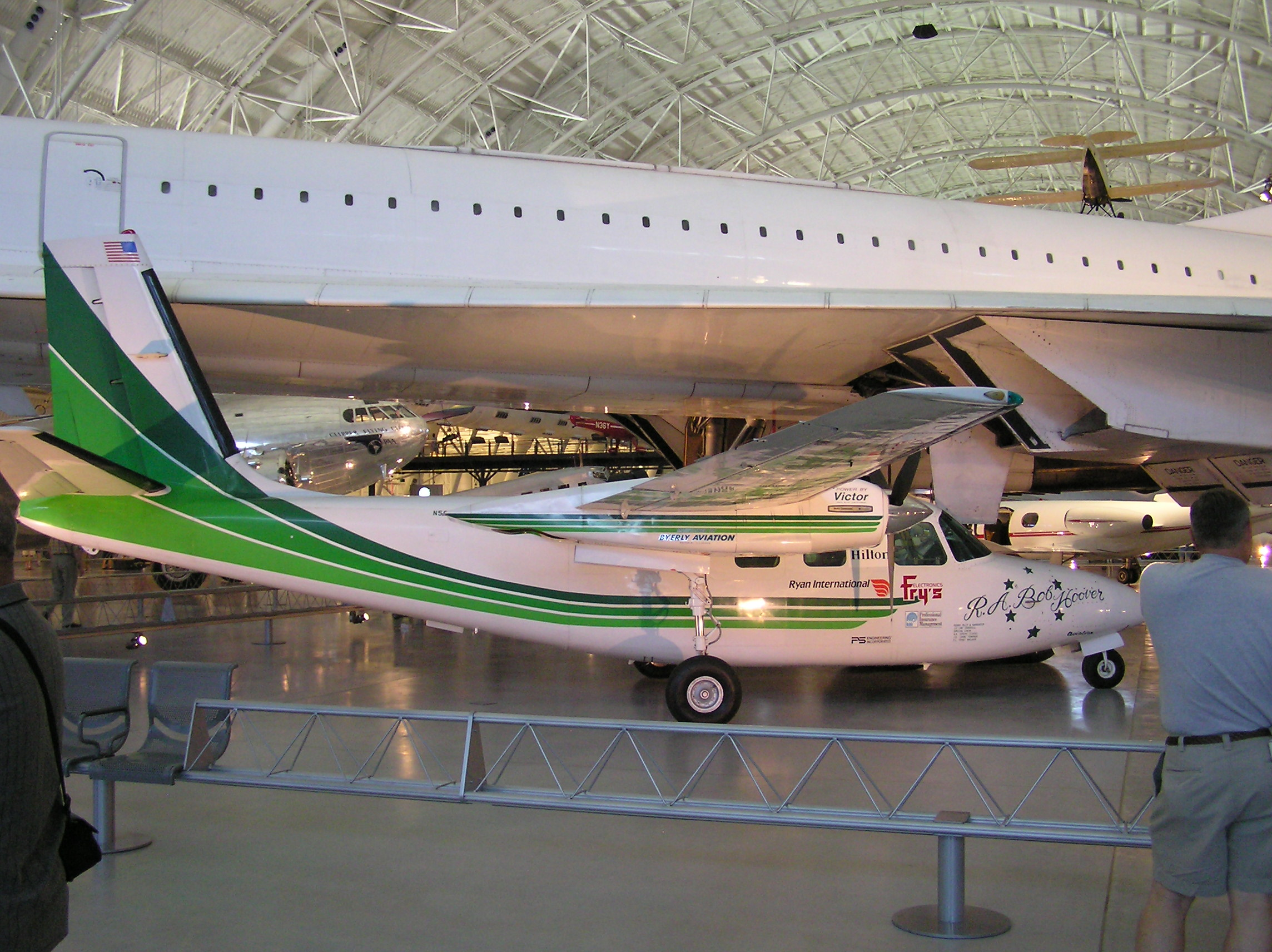
El Shrike Commander de Hoover en el Centro Steven F. Udvar-Hazy.

Poco antes de su revocación, Hoover experimentó graves problemas de motor en un North American T-28 Trojan frente a la costa de California. Durante su regreso a Torrance, California, logró mantener el motor funcionando intermitentemente al manipular constantemente el acelerador, la mezcla y los controles de la hélice. El motor se paró justo en el momento del aterrizaje. Hoover pensaba que el éxito en el manejo de la complicada emergencia debería haber convencido a la FAA de que no había perdido ninguna habilidad. Mientras tanto, a Hoover se le otorgó una licencia de piloto y un certificado médico por parte de la autoridad de aviación de Australia. Su certificado médico de Estados Unidos fue restaurado poco después y regresó al circuito de exhibiciones aéreas estadounidenses durante varios años antes de retirarse en 1999. A los 77 años, Hoover aún se sentía capaz de actuar y pasó un examen médico de la FAA después de su retirada, pero no pudo obtener un seguro para exhibiciones aéreas. Aunque había tenido un seguro gratuito durante varios años como parte de los acuerdos de patrocinio de las exhibiciones aéreas, se vio obligado en 1999 a pagarlo de su propio bolsillo y no pudo obtener cobertura por menos de 2 millones de dólares. Su última exhibición aérea fue el 13 de noviembre de 1999, en la Base de la Fuerza Aérea Luke. Su último vuelo en su famoso Shrike Commander fue el 10 de octubre de 2003, desde Lakeland, Florida, hasta el Museo Nacional del Aire y el Espacio Smithsonian en Washington D. C., con su amigo de toda la vida, Steve Clegg.
Tras la retirada de Hoover, su Shrike Commander fue expuesto en el Centro Steven F. Udvar-Hazy del Museo Nacional del Aire y el Espacio, en Dulles, Virginia.
En 2007, Hoover fue incluido en el Salón Internacional de la Fama del Aire y el Espacio en el Museo del Aire y el Espacio de San Diego.

## Fallecimiento
Falleció el 25 de octubre de 2016, cerca de su hogar en Los Ángeles, a la edad de 94 años debido a un fallo cardíaco.
Un servicio conmemorativo y celebración de la vida en honor a Bob Hoover se llevó a cabo el 18 de noviembre de 2016, organizado por la leyenda de la acrobacia aérea Sean D. Tucker y el piloto de renombre mundial Clay Lacy en el aeropuerto de Van Nuys en California. Casi 1,500 familiares y amigos asistieron al servicio conmemorativo, con oradores como el actor de Hollywood y piloto Harrison Ford, el productor de cine David Ellison, Jonna Doolittle (nieta de Jimmy Doolittle) y muchos otros. El evento culminó con un Guardia de Honor de la Fuerza Aérea de los Estados Unidos presentando una bandera estadounidense a la familia, coincidiendo con un sobrevuelo de tres elementos. El elemento principal presentaba un Rockwell Sabreliner, similar a otro avión que Hoover voló durante exhibiciones aéreas, junto con dos F-16 Fighting Falcons del equipo acrobático Thunderbirds de la Fuerza Aérea de los Estados Unidos y un Canadair CT-114 Tutor del equipo acrobático Snowbirds de la Fuerza Aérea Real Canadiense. El segundo elemento presentaba el Vuelo de la Herencia de la USAF con un Lockheed Martin F-22 Raptor y dos F-86 Sabres, y el tercer y último componente presentaba un vuelo de cuatro aviones de la Segunda Guerra Mundial, con el P-51 "Ole Yeller" ascendiendo en la formación del hombre ausente en la nota final de "Taps".

## Honores y reconocimiento

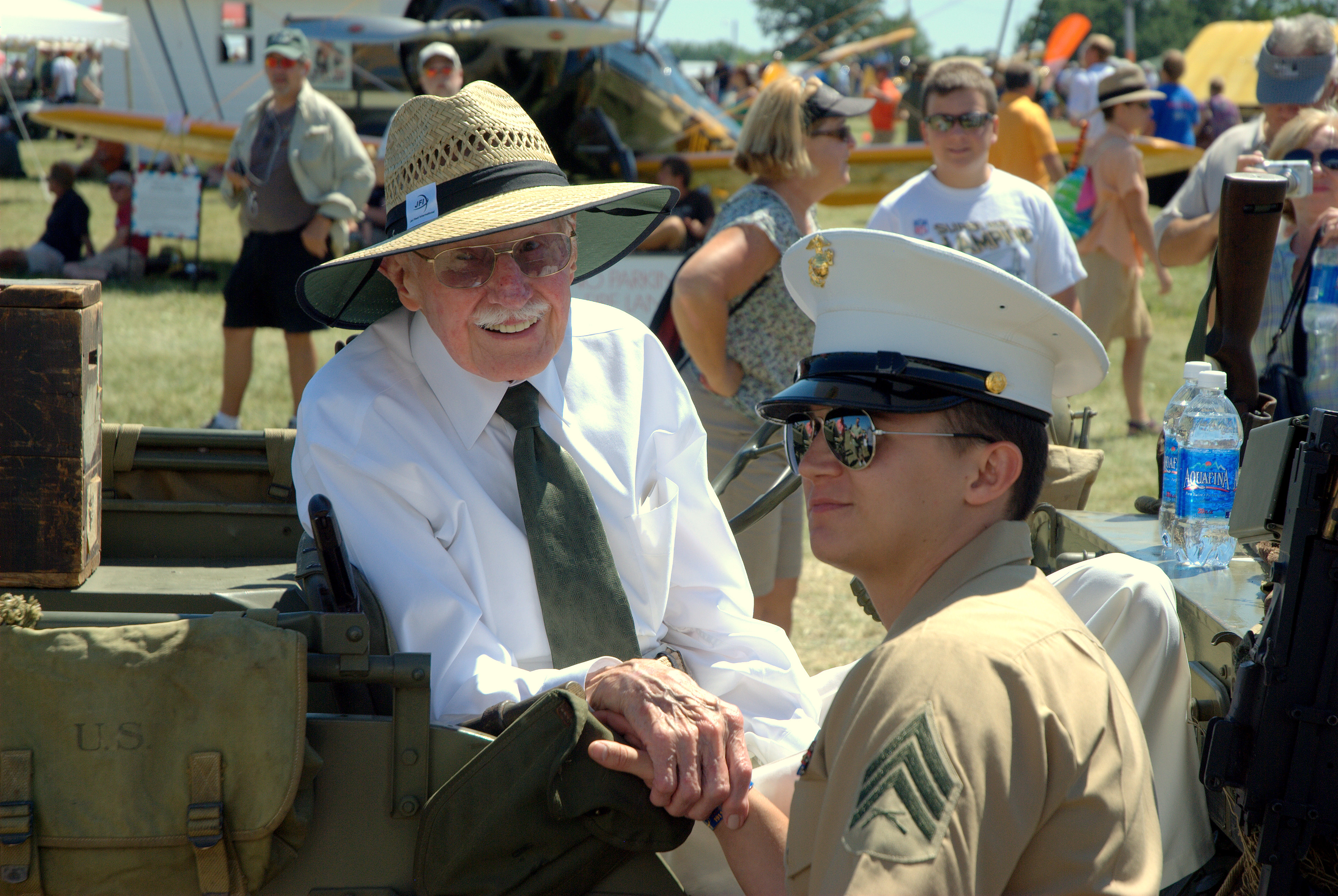
Bob Hoover conociendo a un veterano en el EAA AirVenture Oshkosh en 2011.

Hoover era considerado uno de los padres fundadores de la acrobacia aérea moderna y fue descrito por el General Jimmy Doolittle como "el mejor hombre de palanca y timón que jamás haya existido". En la edición del Centenario del Vuelo de 2003 de Air & Space/Smithsonian, fue nombrado el tercer aviador más grande de la historia.
Durante su carrera, Hoover recibió las siguientes medallas militares: la Cruz de Vuelo Distinguido, la Medalla del Soldado por valor no relacionado con el combate, la Medalla Aérea con varias hojas de roble, la Estrella Púrpura y la Croix de Guerre francesa. También fue nombrado miembro honorario del equipo acrobático de la Armada de los Estados Unidos, los Blue Angels, el equipo acrobático de la Fuerza Aérea de los Estados Unidos, los Thunderbirds, los Snowbirds de las Fuerzas Canadienses, la Asociación Americana de Ases de Combate y el Escuadrón Eagle original, y recibió un Premio al Mérito de la Asociación de Pilotos de Combate Americanos. Fue incluido en el Salón de la Fama de la Aviación Nacional en 1988 y en el Paseo de la Fama Aeroespacial en 1992.
Hoover recibió el premio Living Legends of Aviation Freedom of Flight en 2006, que fue renombrado como el premio Bob Hoover Freedom of Flight al año siguiente. En 2007, recibió el Trofeo del Museo Nacional del Aire y el Espacio del Smithsonian y fue incluido en el Salón Internacional de la Fama del Aire y el Espacio en el Museo del Aire y el Espacio de San Diego.
El 18 de mayo de 2010, Hoover impartió la Conferencia Conmemorativa Charles A. Lindbergh de 2010 en el Museo Nacional del Aire y el Espacio del Smithsonian en Washington D. C.. La Escuela de Pilotos de Pruebas de la Fuerza Aérea de los Estados Unidos le otorgó un doctorado honorario en la ceremonia de graduación de diciembre de 2010. La revista Flying lo ubicó en el número 10 de su lista de "Los 51 Héroes de la Aviación" en 2013.
El 12 de diciembre de 2014, en la 67.ª Cena Memorial Wright del Aero Club de Washington, Hoover recibió el Premio al Mérito Memorial Wright de la Asociación Nacional Aeronáutica.
El Trofeo AOPA R.A. "Bob" Hoover lleva su nombre en su honor, y se otorga a aquellos que han demostrado el talento, el liderazgo y la pasión que Hoover mostró durante su carrera y vida. La Academia Bob Hoover también lleva su nombre, fundada por Sean Tucker en 2017 y actúa como un programa educativo y de aviación benéfico para adolescentes en riesgo, respaldado en gran parte por el distrito escolar local de California y Harrison Ford.
El 11 de marzo de 2017, en la Cena de Reconocimiento de la Academia de la Fuerza Aérea de los Estados Unidos de 2017, se anunció a Hoover como el Ejemplar de la Clase para la Clase de 2020 de la USAFA.

## Flying the Feathered Edge
Las décadas de vuelo revolucionario de Hoover formaron el marco para el documental de 2014 "Flying the Feathered Edge: The Bob Hoover Project", dirigido por Kim Furst, que se centra en la vida y el legado de Hoover. Se estrenó en la convención EAA AirVenture Oshkosh en julio de 2014.
Harrison Ford y Sean Tucker enmarcan el documental sobre el pionero de la aviación. La película comienza con un tributo a las habilidades de vuelo de Hoover por parte de Neil Armstrong y presenta a Burt Rutan, Dick Rutan, Carroll Shelby, Gene Cernan, el coronel George E. "Bud" Day, receptor de la Medalla de Honor, Clay Lacy y el propio Hoover, entre otros.
"Flying the Feathered Edge" fue un proyecto de tres años y cuenta la historia de Hoover desde sus primeras lecciones de vuelo antes de la Segunda Guerra Mundial hasta sus carreras de combate y posguerra como piloto de pruebas y leyenda de las exhibiciones aéreas. La crítica de Fred George en Aviation Week Network declaró: "Después de 90 minutos, había pocos ojos secos en la sala cuando los créditos rodaron al final del documental... en opinión de Aviation Week, una película que vale la pena ver para nuestros lectores cuando aparezca en cines cercanos".
El estreno oficial de la película se llevó a cabo en agosto de 2014 en el auditorio del Monumento a los Veteranos en Providence, Rhode Island, durante el Festival Internacional de Cine de Rhode Island, ganando el Gran Premio "Premio Soldados y Sacrificio". La película recibió el Premio Combs Gates del Salón de la Fama Nacional de la Aviación en 2015 por "excelencia en la preservación de la historia aeroespacial".

## Boquilla Hoover y anillo Hoover
El "boquerelete Hoover", utilizado en equipos de repostaje que dispensan combustible de aviación, está diseñado con una forma de campana aplanada. No se puede insertar en el cuello de llenado de una aeronave con motor de pistón que tenga instalado el "anillo Hoover", evitando así que el tanque se llene accidentalmente con combustible de avión a reacción.
Este sistema recibió este nombre tras un accidente en el que Hoover resultó gravemente herido, cuando ambos motores de su Shrike Commander fallaron durante el despegue. Los investigadores descubrieron que la aeronave acababa de ser repostada por personal de línea que confundió el Shrike de motor de pistón con un modelo similar con motor turbopropulsor, llenando los tanques con combustible de avión a reacción en lugar de avgas (gasolina de aviación). Había suficiente avgas en el sistema de combustible para que la aeronave pudiera rodar hasta la pista y despegar, pero luego el combustible de aviación a reacción fue aspirado por los motores, causando su parada.
Una vez que Hoover se recuperó, promovió ampliamente el uso del nuevo tipo de boquerelete con el apoyo y la financiación de la National Air Transportation Association, la General Aviation Manufacturers Association y varios otros grupos de aviación. La boquerelete ahora es requerida en equipos de dispensación de combustible de aviación en los Estados Unidos por regulación del gobierno federal.